# 梅菲爾德 (紐約州)
梅菲爾德（英語：Mayfield）是一個位於美國紐約州富爾頓縣的鎮。

## 人口
根據2020年美國人口普查的數據，梅菲爾德的面積為167.53平方千米，當中陸地面積為151.22平方千米，而水域面積為16.31平方千米。當地共有人口6146人，而人口密度為每平方千米37人。